# Гладкие Выселки
Гладкие Выселки — село в Захаровском районе Рязанской области, входит в состав Сменовского сельского поселения.

## География
Село расположено в 3 км на северо-восток от центра поселения посёлка совхоза «Смена», в 15 км на юг от районного центра села Захарово.

## История
Вместо деревянной Богословской церкви, устроенной в 1761 году, архимандритом Богословского монастыря Антонием в 1875 году началось строительство каменной церкви. По документам Государственного архива Рязанской области Богословская церковь в селе Гладкие Выселки была построена в 1875 - 1905 годах тщанием прихожан и благотворителей. "Каменная, с таковою же колокольней" - указано в клировой ведомости за 1915 год. В церкви было 3 престола: в настоящей - во имя св. апостола и евангелиста Иоанна Богослова, в трапезной части - во имя пророка Божия Илии и св. бессеребренников Космы и Дамиана. Церковь была закрыта решением облисполкома от 14.06.1940 года на слом.
В XIX — начале XX века село входило в состав Глебовской волости Михайловского уезда Рязанской губернии. В 1905 году в селе было 417 дворов.
С 1929 года село являлось центром Гладко-Высельского сельсовета Захаровского района Рязанского округа Московской области, с 1937 года — в составе Рязанской области, с 2005 года — в составе Сменовского сельского поселения.

## Население
| 1859 | 1897  | 1905  | 2010 | 2023 |
| ---- | ----- | ----- | ---- | ---- |
| 1503 | ↗2133 | ↗2752 | ↘68  | ↘46  |